# Papá a toda madre
Papá a toda madre  est une telenovela mexicaine diffusée du 22 octobre 2017 au 11 mars 2018 sur Las Estrellas,

## Synopsis
La telenovela tourne autour de 4 papas d'âges différents et d'un couple gay, qui ont un changement radical dans leur vie en assumant leur rôle de parents.

## Distribution
- Sebastián Rulli: Mauricio López-Garza
- Maite Perroni: Renée Sánchez Moreno
- Mark Tacher: Fabián Carvajal
- Raúl Araiza: Toño Barrientos
- Juan Carlos Barreto: Nerón Machuca
- Verónica Jaspeado: Verónica Valencia
- Sergio Mur: Jorge Turrubiates
- Verónica Montes: Chinquiquirá Braun
- Ana La Salvia: Dulce Goyeneche
- Regina Graniewicz: Ana Fernanda Cruz / Anifer
- Raúl Coronado: Rodrigo Conde
- Leticia Perdigón: Catalina Moreno
- Bárbara Torres: Maura
- Michelle González: Flor Ivone
- Agustín Arana: Sebastián
- Fernanda Urdapilleta: Lili Turrubiates
- Ricardo Baranda: José Guadalupe
- Andrés Zuno: Rafael Restrepo
- Victoria Vierra: Tania Barrientos
- Marcelo Bacerlo: Samuel Turrubiates
- Franklin Virgüez: Leopoldo Falcón
- Karyme Hernández: Valentina
- Patricio de la Garza: Ernesto Barrientos
- Simón Goncalves: Fidelito
- Bárbara López: María Cruz
- Gwendolyn Amador: Tina
- Sandra Beltrán: Wilma Hernández
- Estefanía Ahumada: Miranda Caroline Fairbanks
- Raquel Pankowsky: Esperanza Félix

## Diffusion
- Las Estrellas (2017)

## Version
- Pa' quererte (RCN Televisión, 2020-2021)

### Sources
- (en) Cet article est partiellement ou en totalité issu de l’article de Wikipédia en anglais intitulé « Papá a toda madre » (voir la liste des auteurs).